# Rêve américain

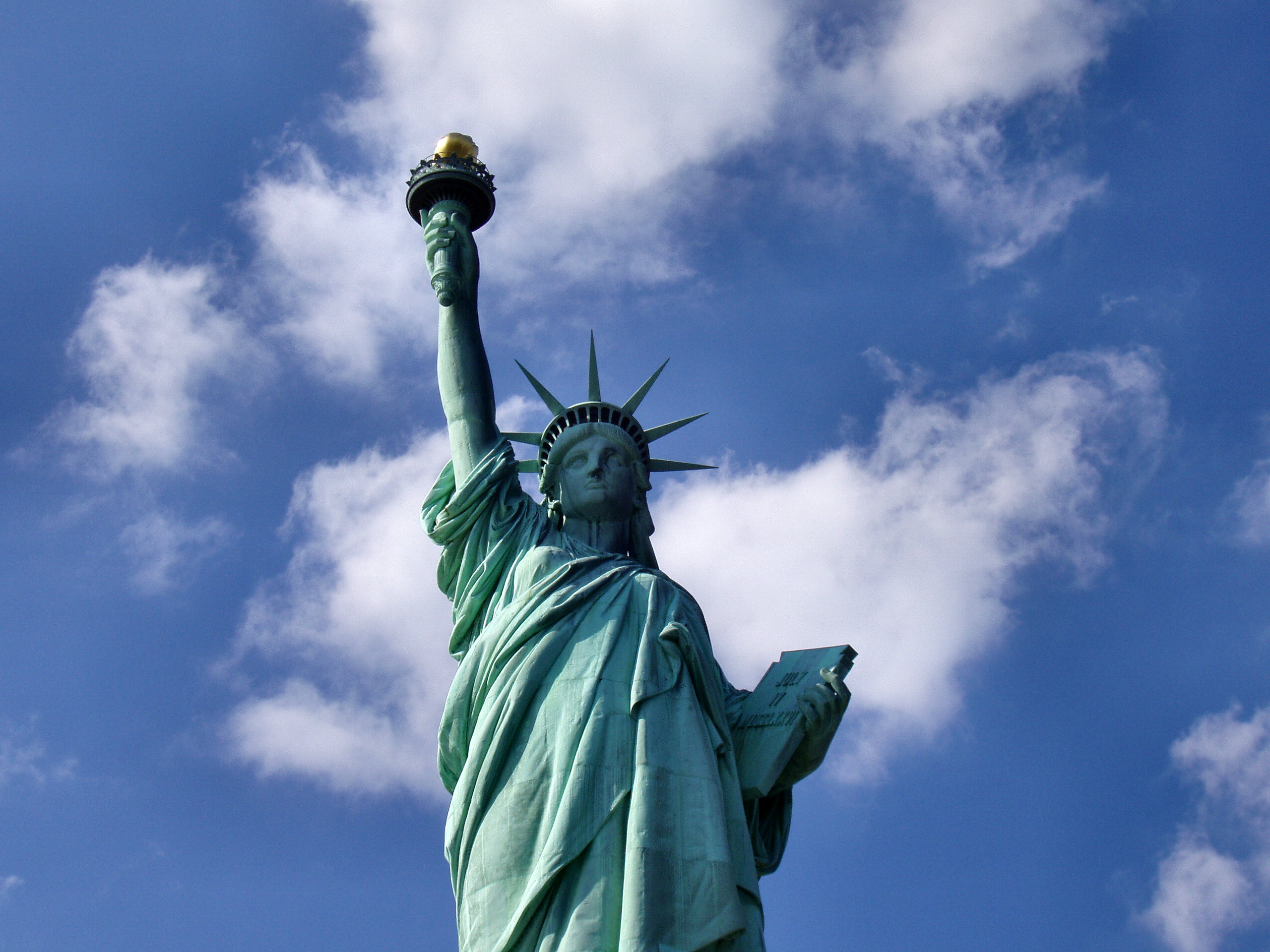
La statue de la Liberté à New York symbolise l'idée de rêve américain pour des milliers de migrants venus par l'interface atlantique.

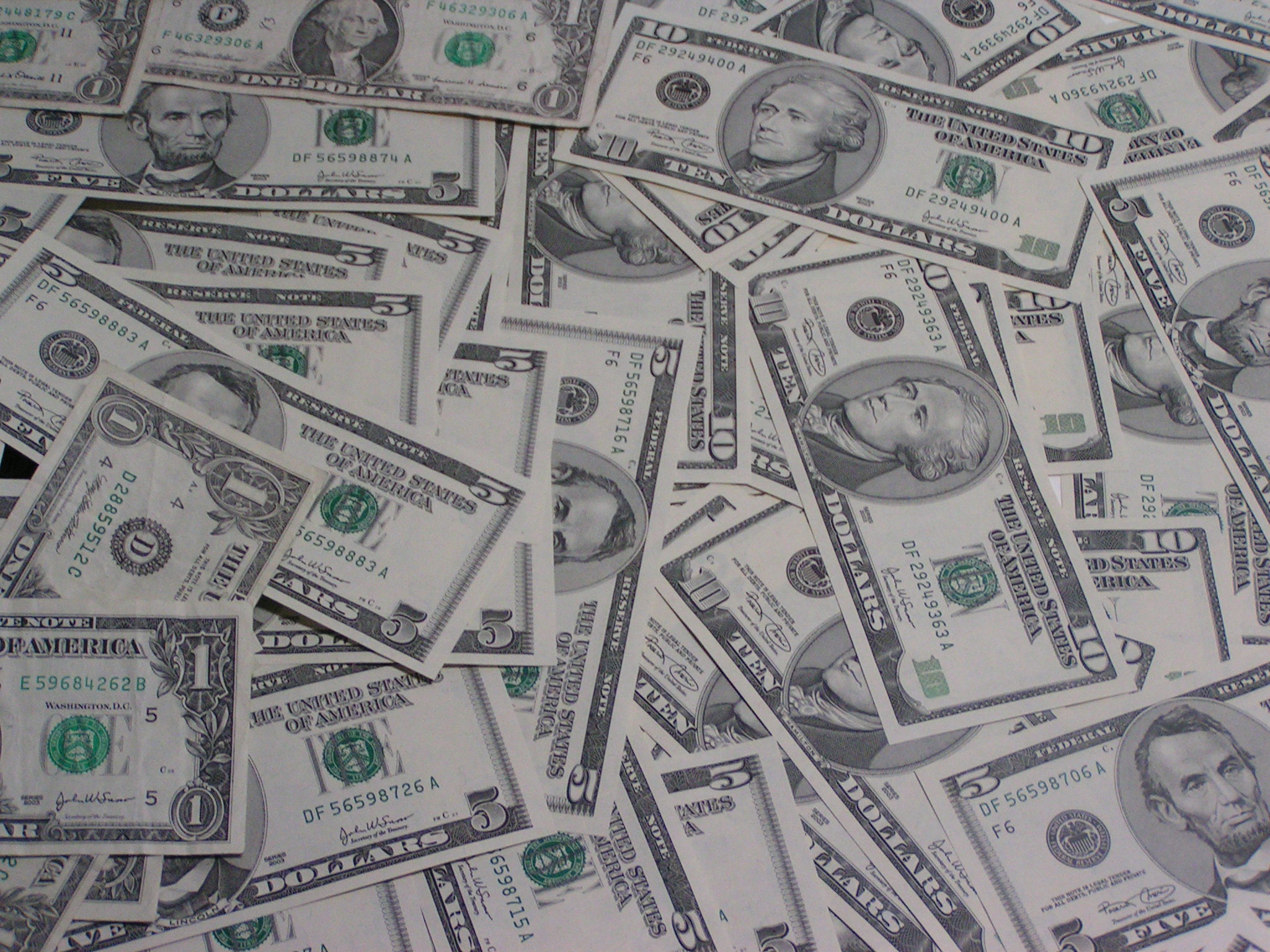
La perspective de prospérité par l'enrichissement personnel fait partie intégrante du rêve américain.

Le rêve américain (American Dream en anglais) est l'idée selon laquelle n'importe quelle personne vivant aux États-Unis, par son travail, son courage et sa détermination, peut devenir prospère.
La notion de cette possibilité pour n'importe quel immigrant de réussir à partir de rien, a été fortifiée par l'étendue territoriale, les ressources naturelles, et le libéralisme politique et économique qui caractérisent les États-Unis.[réf. nécessaire] Cette idée est aussi vieille que la découverte du continent américain, même si sa formulation a évolué (on peut ainsi penser aux mythes tels que l'Eldorado, et la conquête de l'Ouest).[réf. nécessaire]
Si cette idée a été incarnée par plusieurs personnalités ou émigrés revenus investir dans leurs pays d'origine, la réalité sociale américaine a fait déchanter de nombreux immigrants. Ce concept a néanmoins été, et demeure encore un des principaux moteurs du courant migratoire vers les États-Unis, l'un des plus importants dans l'histoire de l'humanité.[réf. nécessaire]

## Notions corollaires
L'American way of life (« style de vie américain ») qui désigne un mode de vie fondé sur une société de consommation, présentée comme symbole de prospérité capitaliste, représenté par la propriété d'une maison individuelle (dite uni-familiale aux États-Unis), en lotissement de banlieue pour les urbains, les appareils électroménagers, l'automobile, Hollywood, la mode, les vastes surfaces commerciales, etc. colportés dans le monde via le cinéma puis les séries télévisées américaines, etc., est devenu un sujet d'envie, pour les Européens par exemple, notamment entre les années 1920 et 1960.
La notion de « rêve américain », à ses débuts au moins, est souvent associée au concept de Frontier (« frontière »), désignant un front pionnier, la progression de la nation et de la civilisation face à la nature sauvage, comme ce fut le cas lors de l'expansion du Far West (au détriment des Amérindiens), qui a marqué l'histoire américaine au cours du XIXe siècle. Cette idée décrit un état d'esprit typiquement américain et pas seulement lié à une expansion économique et territoriale, comme en témoigne le concept développé par l'administration du président John Kennedy au début des années 1960 : la Nouvelle Frontière, qui ne se référait pas seulement à la conquête de l'espace, mais aussi à des changements dans la société et les mentalités.

## Histoire

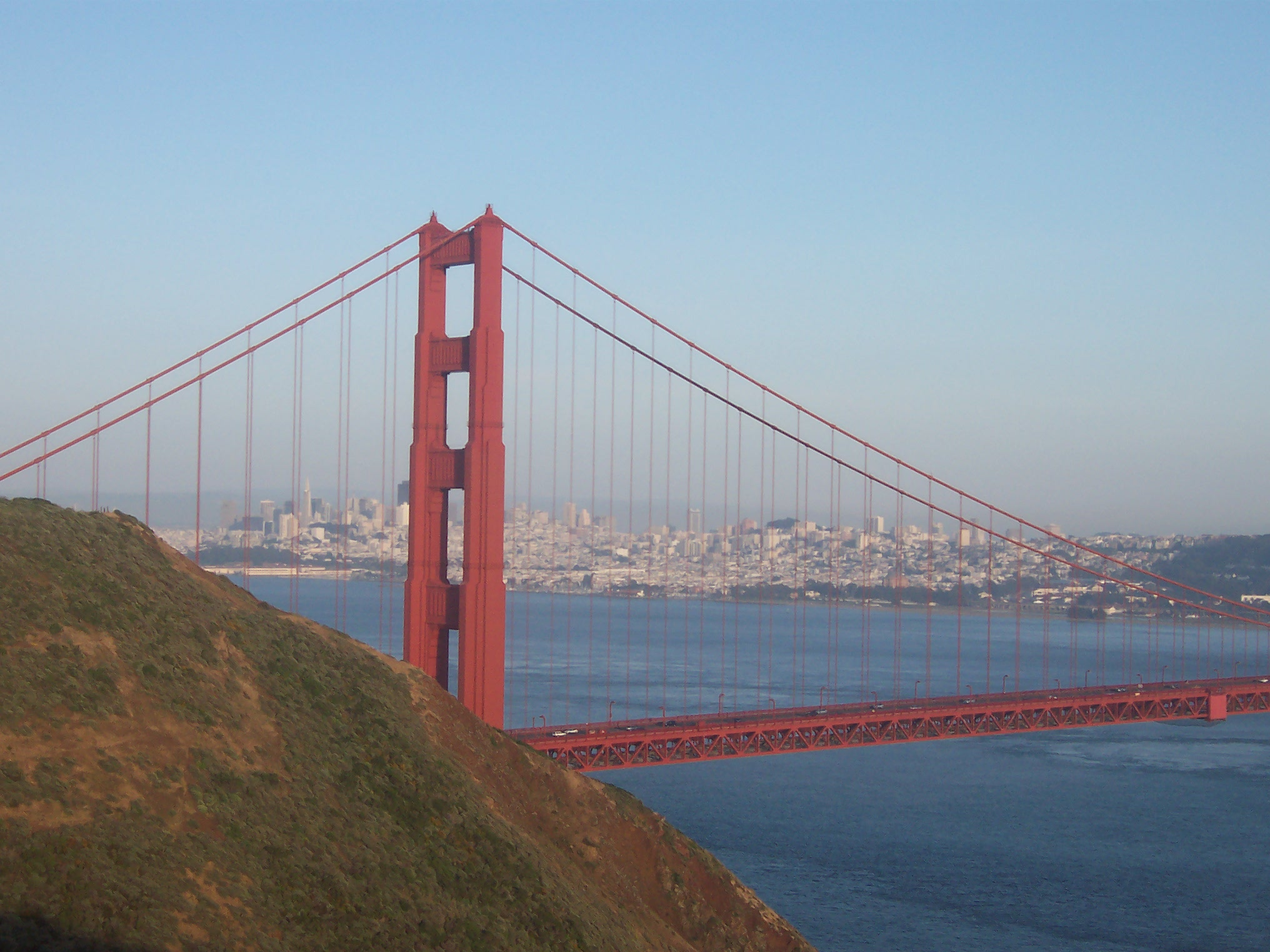
Le Golden Gate Bridge (ici avec vue sur la baie de San Francisco) représente un symbole de même portée pour les migrants de l'interface pacifique.

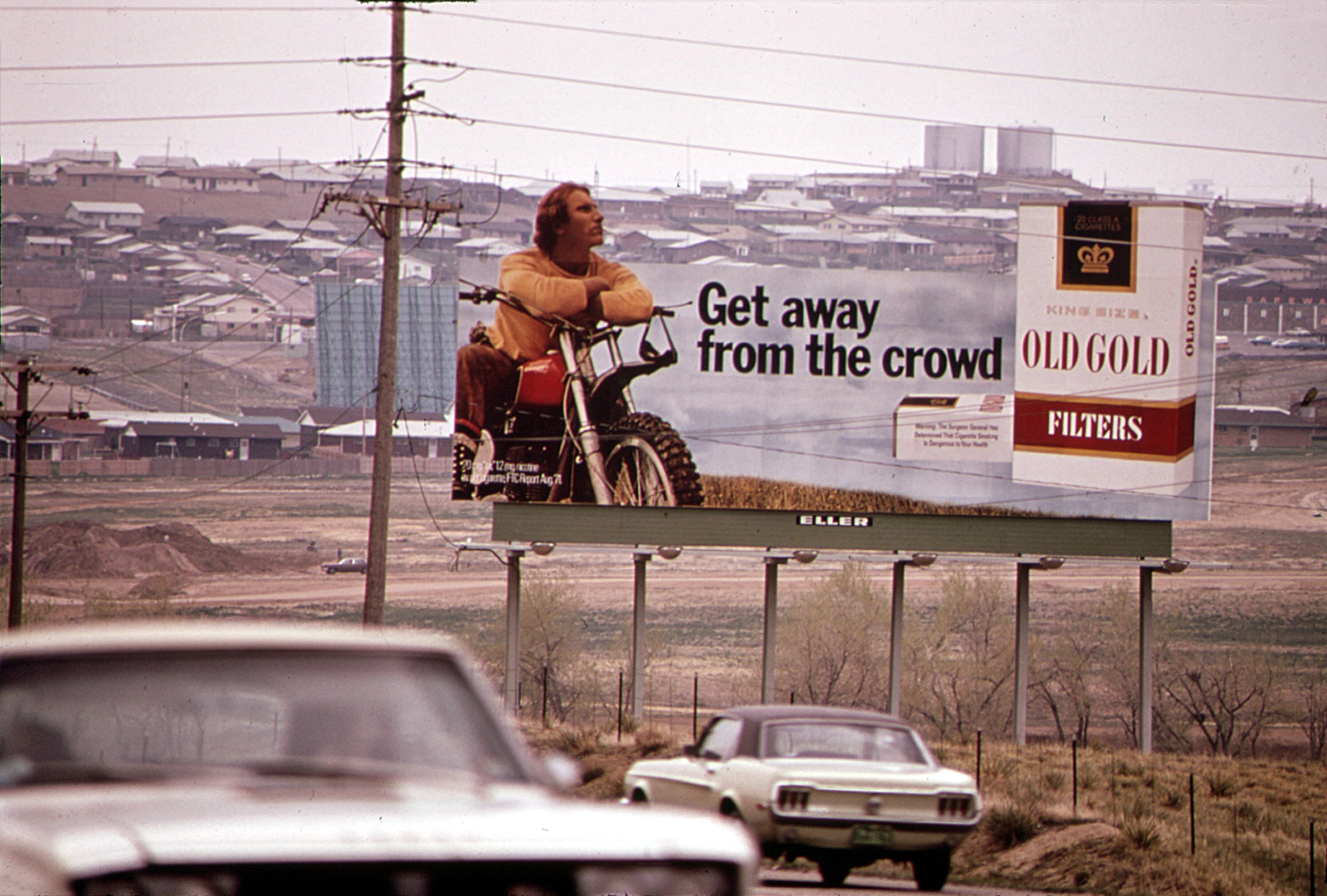
Publicité pour la marque de cigarettes Old gold à Denver (1972). Le thème du rêve américain est utilisé comme un élément marketing pour la vente de cigarettes dans les années 1960-1990.

Dès l'époque coloniale, le roi d'Angleterre utilisait le rêve américain pour stimuler l'immigration et le peuplement de l'Amérique du Nord. Il vantait l'immensité du territoire, synonyme d'opportunités quasi illimitées, ainsi que l'accès facile à la terre, qui constituait l'aspiration de nombreux paysans dans la métropole. Celui qui réussissait à devenir propriétaire acquérait de fait le droit de vote pour les députés de la Chambre des communes. Cependant, les migrants des XVIIe et XVIIIe siècles trouvaient bien souvent des conditions de vie difficiles lorsqu'ils arrivaient en Amérique : attaques des Amérindiens, maladies, climat rigoureux, etc. Pour les puritains anglais, la Nouvelle-Angleterre est idéalisée comme la « Terre promise » où ils pourraient prendre un nouveau départ et construire une société neuve, loin des persécutions en vigueur en Europe.
La Révolution américaine fait progresser l'idée du rêve américain. Dans la Déclaration d'indépendance américaine de 1776, la « poursuite du bonheur » figure parmi les droits inaliénables de l'Homme, à côté de la liberté et de l'égalité.
Avec la Révolution industrielle, de nombreux Américains avaient réussi à s'enrichir au cours du XIXe siècle, à force de courage et d'esprit d'entreprise (Andrew Carnegie, John D. Rockefeller). Des centaines de milliers d'Européens quittaient à cette époque le Vieux Continent pour échapper aux persécutions religieuses (Juifs d'Europe de l'Est), à la pauvreté (Italiens) ou à la grande famine (Irlandais). L'accès aux immenses territoires de l'ouest ouvrait des possibilités d'accès à la propriété foncière.
L'expression « rêve américain » est utilisée pour la première fois par James Truslow Adams dans son livre The Epic of America (1931). Elle signifie alors l'accès aux libertés fondamentales et l'ascension sociale par le mérite.
Le XXe siècle est marqué par la lutte des minorités (Noirs, Amérindiens, femmes, homosexuels) à participer pleinement au rêve américain, en ayant les mêmes droits que les autres Américains. Martin Luther King prononce son fameux discours I have a dream (J'ai un rêve, 1963) pour l'abolition des discriminations.
Le thème du rêve américain est aussi et surtout utilisé comme un élément marketing, après la Seconde Guerre mondiale, pour pousser à la consommation de produits américains.[réf. souhaitée]

## Du rêve à la réalité

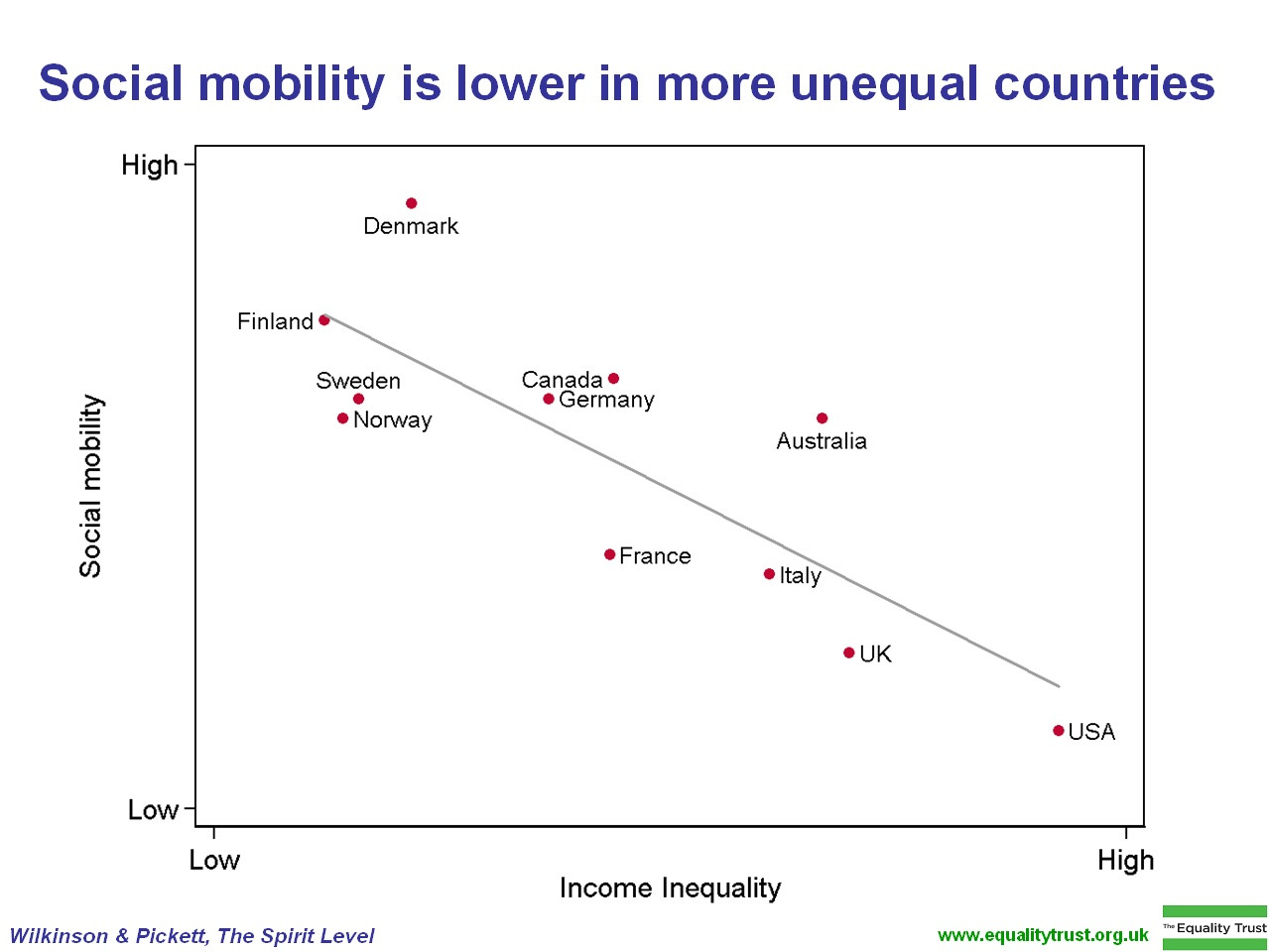
La mobilité sociale est plus faible dans les pays plus inégalitaires (comme les États-Unis).

Le rêve américain est un idéal et un concept et a été pris comme modèle par des milliers de colons venus trouver la richesse et la gloire en Amérique.
Selon une étude de The Pew Charitable Trusts via leur Economic Mobility Project datant de 2007, la mobilité économique qui fait que d'une génération à une autre les revenus augmentent n'a pas de réalité statistique. Les autres pays font même mieux, comme c'est le cas de la France (où la mobilité est 1,2 fois plus forte par rapport à celle des États-Unis), de l'Allemagne (1,5 fois), du Canada (un peu moins de 2,5 fois) ou encore du Danemark (un peu moins de 3,2 fois).
Ce constat est partagé par le Center for American Progress, qui rapporte, dans une étude consacrée à la mobilité aux États-Unis, que « la mobilité intergénérationnelle aux États-Unis est plus basse qu'en France, Allemagne, Suède, Canada, Finlande, Norvège et Danemark. Parmi les pays à hauts-revenus pour qui des estimations comparables sont disponibles, seul le Royaume-Uni a un taux de mobilité inférieur à celui des États-Unis ». Plusieurs autres études convergent dans ce sens,.

## Dans la culture populaire
Selon l'humoriste américain George Carlin, « On l’appelle "rêve américain" parce qu’il faut être endormi pour y croire. »

### Littérature
Plusieurs auteurs reconnus ont écrit des livres parlant de la désillusion du rêve américain, d'une Amérique de l'ombre, bien éloignée de celles que les gens s'imaginent en pensant au rêve américain.
Un des plus grands livres à ce sujet est L'Empire de l'illusion (2009) de Chris Hedges.

« correspondant de guerre pour le New York Times, Chris Hedges a reçu le Prix Pulitzer pour ses reportages sur le terrorisme et écrit aujourd’hui pour Harper’s, The Nation, Mother Jones entre autres. Aux États-Unis, ses livres sur le militarisme américain et la crise morale qui sévit au pays ont été acclamés. Hedges est un penseur qui s’inscrit dans l’héritage de Arendt, Keynes et Polanyi, mais son expérience en tant que reporter lui a aussi appris à écouter les gens et ses nombreux séjours dans les pays en guerre en ont fait un homme d’action, comme en témoignent ses nombreuses interventions militantes
Son brillant livre est une critique bien argumentée des dérives actuelles de la société américaine : L’Empire de l’illusion détaille en quatre plans — la culture, la sexualité, le savoir et le bonheur —, les effets désastreux de l’ascension d’un système autarcique et évidé de toute réalité, et décrit l’Amérique estropiée qui en résulte. Un nombre grandissant de personnes se replient dans le culte d’un soi fabriqué et imposé, dupes de la marchandisation de leur univers et de leur être. Ainsi, grâce à la culture de l’illusion et à la propagation de la pensée magique, l’État-entreprise réussit à occulter les véritables enjeux politiques de la crise généralisée qu’il provoque. Et la population, prise d’assaut, perd progressivement sa force de réplique. »

- Gatsby le Magnifique (The Great Gatsby, 1925) de F. Scott Fitzgerald.
- Des souris et des hommes (1937) de John Steinbeck.
- Les Raisins de la Colère (1939) de John Steinbeck.
- La trilogie USA de John Dos Passos (42° Parallèle en 1930, 1919 en 1932, La Grosse Galette en 1936).
- Las Vegas Parano (1972) de Hunter S. Thompson.
- Voici venir les rêveurs (Behold the Dreamers, 2016) d'Imbolo Mbue[11].

### Cinéma
- Des souris et des hommes (1939) de Lewis Milestone.
- Les Raisins De La Colère (1940) de John Ford.
- West Side Story (1961) de Jerome Robbins et Robert Wise.
- Easy Rider (1969) de Dennis Hopper.
- Rocky (1976) de John G. Avildsen.
- Scarface (1983) de Brian De Palma.
- El Norte (1983) de Gregory Nava.
- Death of a Salesman (1985) de Volker Schlöndorff.
- Glengarry (1992) de James Foley.
- Arizona Dream (1993) de Emir Kusturica.
- Forrest Gump (1993) de Robert Zemeckis.
- L'Appât (1995) de Bertrand Tavernier[12].
- Las Vegas Parano (1998) de Terry Gilliam.
- American Beauty (1999) de Sam Mendes.
- Requiem for a Dream (2000) de Darren Aronofsky.
- À la recherche du bonheur (2007) de Gabriele Muccino.
- There Will Be Blood (2007) de Paul Thomas Anderson.
- The Social Network (2010) de David Fincher.
- No Pain No Gain (2013) de Michael Bay.
- Les Tuche 2 : Le Rêve américain (2016) d'Olivier Baroux.
- La La Land (2016) de Damien Chazelle.

### Comédie musicale
- West Side Story (1957) de Leonard Bernstein.
- La La Land (2016) de Damien Chazelle

### Musique
- Eminem : White America
- Rammstein : Amerika
- Papa Roach : American Dreams
- Akhenaton et Faf Larage : L'Américain
- Pitbull : Across the Waters
- Jean-Jacques Goldman : Long is the road (Américain)
- Joe Dassin : L'Amérique
- Madonna : American Life
- Nas : I know I can
- Silverstein : American Dream
- Supertramp : Breakfast in America
- System of a Down : A.D.D (American Dream Denial)
- Tracy Chapman : Across the lines
- Marina and the Diamonds : Hollywood, New America
- Lana Del Rey : Without You, Damn You
- The Mamas & the Papas : California Dreamin'
- Lil Wayne : American Dream
- Bruce Springsteen : American Land
- The Nice : America
- Jay-Z : Empire State of Mind
- Médine : American dream
- Walls of Jericho : The American Dream
- Rihanna : American Oxygen
- B.o.B : American Dreamin (2010)
- MKTO (en) : American Dream
- Walls of Jericho : The American Dream
- Johnny Hallyday : Mon Amérique à moi
- Boostee : M.A.D. (My American Dream)
- Aura Dione : America, Worn Out American Dream

### Jeux vidéo
- Grand Theft Auto IV
- Grand Theft Auto V
- Grand Theft Auto: San Andreas
- Scarface: The World Is Yours